# ISU Junior Grand Prix w łyżwiarstwie figurowym 2004/2005
ISU Junior Grand Prix w łyżwiarstwie figurowym 2004/2005 – 8. edycja zawodów w łyżwiarstwie figurowym w kategorii juniorów. Zawodnicy podczas tego sezonu wystąpili w dziewięciu zawodach tego cyklu rozgrywek. Rywalizacja rozpoczęła się w Courchevel 26 sierpnia, a zakończyła się finałem JGP w Helsinkach, który odbył się w dniach 2–5 grudnia 2004 roku.

## Kalendarium zawodów
| Lp. | Data                              | Miejsce        | Zawody                      | Źr. |
| --- | --------------------------------- | -------------- | --------------------------- | --- |
| 1   | 26–28 sierpnia 2004               | Courchevel     | JGP we Francji              |     |
| 2   | 1–5 września 2004                 | Budapeszt      | JGP na Węgrzech             |     |
| 3   | 9–12 września 2004                | Long Beach     | JGP w Stanach Zjednoczonych |     |
| 4   | 16–19 września 2004               | Harbin         | JGP w Chinach               |     |
| 5   | 22–25 września 2004               | Belgrad        | JGP w Serbii                |     |
| 6   | 29 września – 3 października 2004 | Kijów          | JGP na Ukrainie             |     |
| 7   | 7–9 października 2004             | Chemnitz       | JGP w Niemczech             |     |
| 8   | 12–15 października 2004           | Miercurea-Ciuc | JGP w Rumunii               |     |
| 9   | 2–5 grudnia 2004                  | Helsinki       | Finał Junior Grand Prix     |     |

## Medaliści

### Soliści
| Zawody            | 1. miejsce          | 2. miejsce          | 3. miejsce          | Źr. |
| ----------------- | ------------------- | ------------------- | ------------------- | --- |
| Francja           | Yannick Ponsero     | Andriej Łutaj       | Jérémie Colot       |     |
| Węgry             | Aleksandr Uspienski | Yasuharu Nanri      | Siergiej Woronow    |     |
| Stany Zjednoczone | Dennis Phan         | Christopher Mabee   | Princeton Kwong     |     |
|                   | Michaił Magierowski | Jamal Othman        | Kazumi Kishimoto    |     |
| Serbia            | Christopher Mabee   | Shaun Rogers        | Siergiej Dobrin     |     |
| Ukraina           | Yasuharu Nanri      | Dennis Phan         | Nobunari Oda        |     |
| Niemcy            | Jamal Othman        | Aleksandr Uspienski | Princeton Kwong     |     |
| Rumunia           | Ryo Shibata         | Siergiej Dobrin     | Michaił Magierowski |     |
| Finał JGP         | Dennis Phan         | Yasuharu Nanri      | Aleksandr Uspienski |     |

### Solistki
| Zawody            | 1. miejsce     | 2. miejsce          | 3. miejsce      | Źr. |
| ----------------- | -------------- | ------------------- | --------------- | --- |
| Francja           | Meagan Duhamel | Kimmie Meissner     | Jessica Houston |     |
| Węgry             | Kim Yu-na      | Aki Sawada          | Katy Taylor     |     |
| Stany Zjednoczone | Mao Asada      | Kimmie Meissner     | Danielle Kahle  |     |
|                   | Nana Takeda    | Kim Yu-na           | Jessica Dubé    |     |
| Serbia            | Laura Lepistö  | Jane Bugaeva        | Signe Ronka     |     |
| Ukraina           | Mao Asada      | Wieronika Kropotina | Aki Sawada      |     |
| Niemcy            | Kiira Korpi    | Danielle Kahle      | Katy Taylor     |     |
| Rumunia           | Akiko Kitamura | Nana Takeda         | Jessica Houston |     |
| Finał JGP         | Mao Asada      | Kim Yu-na           | Kimmie Meissner |     |

### Pary sportowe
| Zawody            | 1. miejsce                             | 2. miejsce                       | 3. miejsce                            | Źr. |
| ----------------- | -------------------------------------- | -------------------------------- | ------------------------------------- | --- |
| Francja           | Mariel Miller / Rockne Brubaker        | Arina Uszakowa / Aleksandr Popow | Brooke Castile / Benjamin Okolski     |     |
| Węgry             | Sydney Schmidt / Christopher Pottenger | Lindsey Seitz / Andy Seitz       | Alina Dikhtiar / Fillip Zalevski      |     |
| Stany Zjednoczone | Jessica Dubé / Bryce Davison           | Aaryn Smith / Will Chitwood      | Michelle Cronin / Brian Shales        |     |
|                   | Marija Muchortowa / Maksim Trańkow     | Jessica Dubé / Bryce Davison     | Jelena Jefajewa / Aleksiej Mieńszykow |     |
| Serbia            | Julia Vlassov / Drew Meekins           | Aaryn Smith / Will Chitwood      | Angelika Pylkina / Niklas Hogner      |     |
| Ukraina           | Arina Uszakowa / Aleksandr Popow       | Katelyn Uhlig / Colin Loomis     | Julia Vlassov / Drew Meekins          |     |
| Niemcy            | Marija Muchortowa / Maksim Trańkow     | Brittany Vise / Nicholas Kole    | Angelika Pylkina / Niklas Hogner      |     |
| Rumunia           | Tatjana Kokoriewa / Jegor Gołowkin     | Mariel Miller / Rockne Brubaker  | Jelena Jefajewa / Aleksiej Mieńszykow |     |
| Finał JGP         | Marija Muchortowa / Maksim Trańkow     | Brittany Vise / Nicholas Kole    | Mariel Miller / Rockne Brubaker       |     |

### Pary taneczne
| Zawody            | 1. miejsce                                 | 2. miejsce                              | 3. miejsce                            | Źr. |
| ----------------- | ------------------------------------------ | --------------------------------------- | ------------------------------------- | --- |
| Francja           | Morgan Matthews / Maxim Zavozin            | Tessa Virtue / Scott Moir               | Pernelle Carron / Edouard Dezutter    |     |
| Węgry             | Anna Cappellini / Matteo Zanni             | Allie McCurdy / Michael Coreno          | Trina Pratt / Todd Gilles             |     |
| Stany Zjednoczone | Morgan Matthews / Maxim Zavozin            | Siobhan Karam / Joshua McGrath          | Anastasija Gorszkowa / Ilja Tkaczenko |     |
|                   | Tessa Virtue / Scott Moir                  | Natalja Michajłowa / Arkadij Siergiejew | Trina Pratt / Todd Gilles             |     |
| Serbia            | Anna Cappellini / Matteo Zanni             | Anastasija Gorszkowa / Ilja Tkaczenko   | Meryl Davis / Charlie White           |     |
| Ukraina           | Anastasija Płatonowa / Andriej Maksimiszyn | Petra Pachlova / Petr Knoth             | Allie McCurdy / Michael Coreno        |     |
| Niemcy            | Natalja Michajłowa / Arkadij Siergiejew    | Camilla Pistorello / Luca Lanotte       | Alaksandra Zarecka / Raman Zarecki    |     |
| Rumunia           | Anastasija Płatonowa / Andriej Maksimiszyn | Alaksandra Zarecka / Raman Zarecki      | Meryl Davis / Charlie White           |     |
| Finał JGP         | Morgan Matthews / Maxim Zavozin            | Tessa Virtue / Scott Moir               | Anna Cappellini / Matteo Zanni        |     |

## Klasyfikacje punktowe
Awans do finału Grand Prix zdobywa 8 najlepszych zawodników/par w każdej z konkurencji.
| Poz.                                                  | Zawodnik                                              | Punkty                                                |
| Miejsca 1–8: kwalifikacja do Finału Junior Grand Prix | Miejsca 1–8: kwalifikacja do Finału Junior Grand Prix | Miejsca 1–8: kwalifikacja do Finału Junior Grand Prix |
| ----------------------------------------------------- | ----------------------------------------------------- | ----------------------------------------------------- |
| 1                                                     | Yasuharu Nanri                                        | 28                                                    |
| 2                                                     | Aleksandr Uspienski                                   | 28                                                    |
| 3                                                     | Dennis Phan                                           | 28                                                    |
| 4                                                     | Christopher Mabee                                     | 28                                                    |
| 5                                                     | Jamal Othman                                          | 28                                                    |
| 6                                                     | Michaił Magierowski                                   | 26                                                    |
| 7                                                     | Ryo Shibata                                           | 24                                                    |
| 8                                                     | Siergiej Dobrin                                       | 24                                                    |
| Miejsca 9–11: rezerwa do Finału Junior Grand Prix     |                                                       |                                                       |
| 9                                                     | Yannick Ponsero                                       | 22                                                    |
| 10                                                    | Andriej Łutaj                                         | 22                                                    |
| 11                                                    | Princeton Kwong                                       | 22                                                    |

| Poz.                                                  | Zawodniczka                                           | Punkty                                                |
| Miejsca 1–8: kwalifikacja do Finału Junior Grand Prix | Miejsca 1–8: kwalifikacja do Finału Junior Grand Prix | Miejsca 1–8: kwalifikacja do Finału Junior Grand Prix |
| ----------------------------------------------------- | ----------------------------------------------------- | ----------------------------------------------------- |
| 1                                                     | Mao Asada                                             | 30                                                    |
| 2                                                     | Kim Yu-na                                             | 28                                                    |
| 3                                                     | Nana Takeda                                           | 28                                                    |
| 4                                                     | Kimmie Meissner                                       | 26                                                    |
| 5                                                     | Akiko Kitamura                                        | 24                                                    |
| 6                                                     | Aki Sawada                                            | 24                                                    |
| 7                                                     | Danielle Kahle                                        | 24                                                    |
| 8                                                     | Meagan Duhamel                                        | 22                                                    |
| Miejsca 9–11: rezerwa do Finału Junior Grand Prix     |                                                       |                                                       |
| 9                                                     | Jane Bugaeva                                          | 22                                                    |
| 10                                                    | Katy Taylor                                           | 22                                                    |
| 11                                                    | Jessica Houston                                       | 22                                                    |

| Poz.                                                  | Zawodnicy                                             | Punkty                                                |
| Miejsca 1–8: kwalifikacja do Finału Junior Grand Prix | Miejsca 1–8: kwalifikacja do Finału Junior Grand Prix | Miejsca 1–8: kwalifikacja do Finału Junior Grand Prix |
| ----------------------------------------------------- | ----------------------------------------------------- | ----------------------------------------------------- |
| 1                                                     | Marija Muchortowa / Maksim Trańkow                    | 30                                                    |
| 2                                                     | Arina Uszakowa / Aleksandr Popow                      | 28                                                    |
| 3                                                     | Mariel Miller / Rockne Brubaker                       | 28                                                    |
| 4                                                     | Jessica Dubé / Bryce Davison                          | 28                                                    |
| 5                                                     | Julia Vlassov / Drew Meekins                          | 26                                                    |
| 6                                                     | Aaryn Smith / Will Chitwood                           | 26                                                    |
| 7                                                     | Tatjana Kokoriewa / Jegor Gołowkin                    | 24                                                    |
| 8                                                     | Sydney Schmidt / Christopher Pottenger                | 24                                                    |
| Miejsca 9–11: rezerwa do Finału Junior Grand Prix     |                                                       |                                                       |
| 9                                                     | Brittany Vise / Nicholas Kole                         | 22                                                    |
| 10                                                    | Lindsey Seitz / Andy Seitz                            | 22                                                    |
| 11                                                    | Angelika Pylkina / Niklas Hogner                      | 22                                                    |

| Poz.                                                  | Zawodnicy                                             | Punkty                                                |
| Miejsca 1–8: kwalifikacja do Finału Junior Grand Prix | Miejsca 1–8: kwalifikacja do Finału Junior Grand Prix | Miejsca 1–8: kwalifikacja do Finału Junior Grand Prix |
| ----------------------------------------------------- | ----------------------------------------------------- | ----------------------------------------------------- |
| 1                                                     | Anna Cappellini / Matteo Zanni                        | 30                                                    |
| 2                                                     | Morgan Matthews / Maxim Zavozin                       | 30                                                    |
| 3                                                     | Anastasija Płatonowa / Andriej Maksimiszyn            | 30                                                    |
| 4                                                     | Tessa Virtue / Scott Moir                             | 28                                                    |
| 5                                                     | Natalja Michajłowa / Arkadij Siergiejew               | 28                                                    |
| 6                                                     | Alaksandra Zarecka / Raman Zarecki                    | 24                                                    |
| 7                                                     | Anastasija Gorszkowa / Ilja Tkaczenko                 | 24                                                    |
| 8                                                     | Allie McCurdy / Michael Coreno                        | 24                                                    |
| Miejsca 9–11: rezerwa do Finału Junior Grand Prix     |                                                       |                                                       |
| 9                                                     | Petra Pachlova / Petr Knoth                           | 22                                                    |
| 10                                                    | Meryl Davis / Charlie White                           | 22                                                    |
| 11                                                    | Trina Pratt / Todd Gilles                             | 22                                                    |